# 215970 Campidoglio
215970 Campidoglio è un asteroide della fascia principale. Scoperto nel 2005, presenta un'orbita caratterizzata da un semiasse maggiore pari a 2,788834 UA e da un'eccentricità di 0,151422, inclinata di 10,411839° rispetto all'eclittica. Ha un diametro di 2,212 km.
È dedicato al Campidoglio, uno dei sette colli su cui venne fondata Roma.